# Ибн Џавад
Бин Џавад (арап. بن جواد, латинизирано Bin Ğawād) је град у Либији на обали Средоземног мора. Град је у саставу општине Сирт. Према процјени из 2010, у граду је живело 8.488 становника. Најближа насељена мјеста су Ан Навфалија, која се налази око 20 км западно, и лука Ал Сидр која је удаљена од града око 30 км у правцу југоистока. 
Током Рата у Либији 2011. године, град је неколико пута падао у руке побуњеника. Последње велике борбе водиле су се 29. марта 2011, када су побуњеници били присиљени да се повуку из града.